# Meurtre de Keillers park

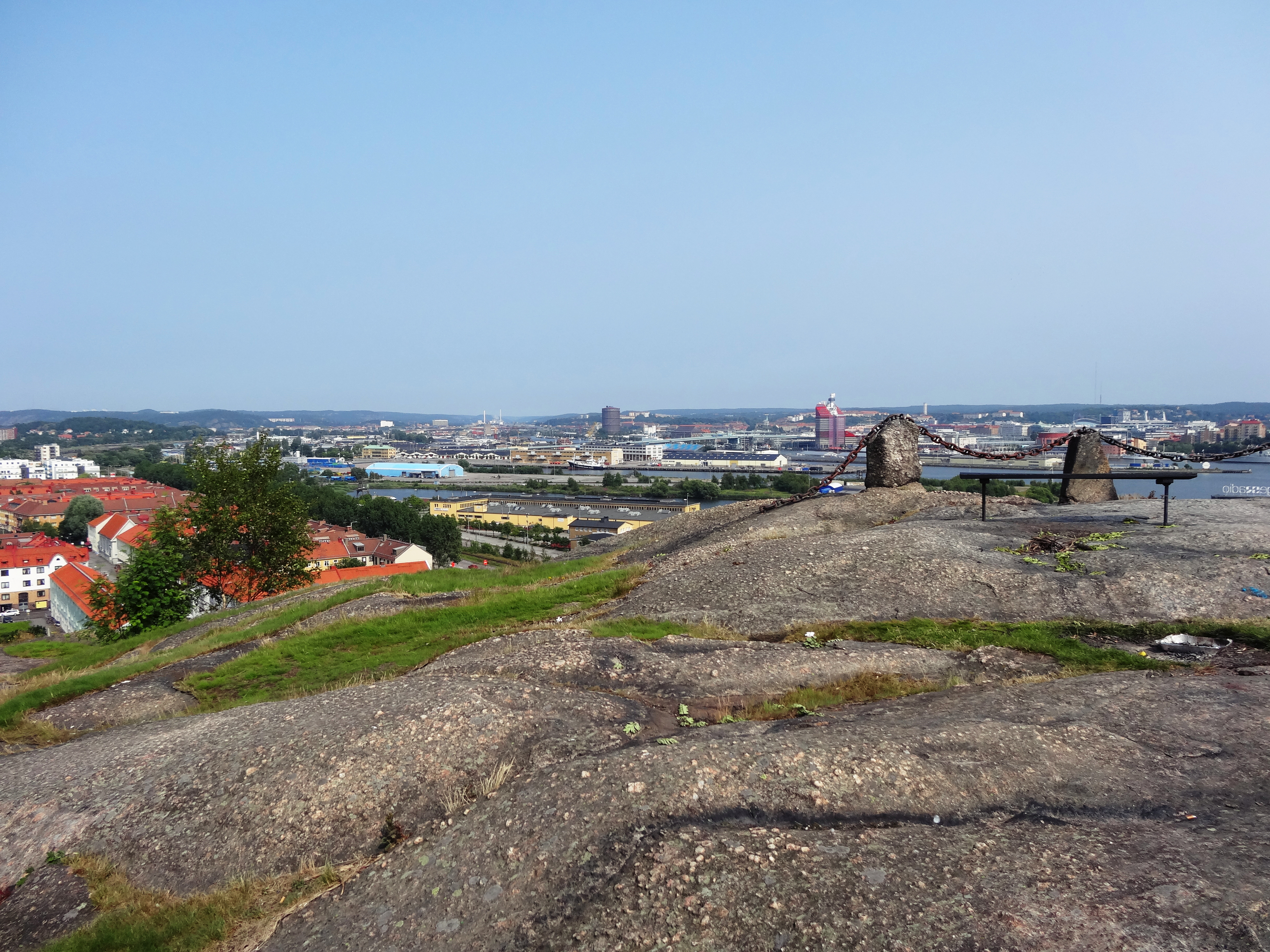
Vue de Göteborg depuis les hauteurs de Keillers park.

Le meurtre de Keillers park (suédois : mordet i Keillers park) est une célèbre affaire criminelle suédoise. Elle commence le 23 juillet 1997, avec la découverte du corps d'un homme tué de deux balles de pistolet dans un parc de Göteborg. La victime est identifiée deux jours plus tard comme étant Josef ben Meddour (36 ans), un homosexuel algérien résidant en Suède depuis plusieurs années.
Après de longs mois d'enquête, les policiers parviennent à identifier les deux coupables : il s'agit de Jon Nödtveidt (22 ans), leader du groupe black metal Dissection, et de son ami Vlad (20 ans), un Iranien installé en Suède. Les deux hommes, qui reconnaissent les faits, sont condamnés en appel à dix ans de réclusion criminelle.
Membres d'un culte sataniste, Jon et Vlad avaient avant la mort de Josef affirmé à plusieurs reprises vouloir commettre des sacrifices humains. Le caractère sataniste du crime n'a toutefois pas été clairement établi : il s'agirait plus vraisemblablement d'un acte homophobe.

## Découverte du corps
Le 23 juillet 1997 vers 16 h 30, un jeune promeneur de 16 ans découvre le corps d'un homme allongé face contre terre au pied de l'ancien château d'eau à Keillers park, au centre de Göteborg. Alertée, la police constate que l'homme a été abattu de deux balles de pistolet : la première tirée dans son dos lui a traversé le cœur, tandis que la deuxième l'a atteint en pleine tête alors qu'il gisait au sol. À ses côtés, on retrouve un sac et une casquette,.
L'homme n'a pas sur lui de papiers d'identité, mais une policière le reconnait comme étant une personne qui se promenait souvent aux alentours de la place Svingeln et qui, avec ses cheveux bouclés et ses lunettes de soleil, ressemblait au chanteur Magnus Uggla. Un commerçant du quartier leur affirme que « Magnus Uggla » se prénommait en fait Josef, et était souvent en compagnie d'un homme d'apparence finlandaise. Les enquêteurs parviennent ainsi à identifier Josef ben Maddour, 36 ans, originaire d'Algérie. Résident en Suède depuis une dizaine d'années, Josef était homosexuel, et l'homme d'apparence finlandaise n'est autre que son petit-ami.

## Premières pistes
La première piste poursuivie par les policiers est celle du petit-ami de la victime. La casquette retrouvée aux côtés du cadavre lui appartient, il n'a pas d'alibi, et les deux hommes sont connus pour leurs fréquentes disputes. L'homme est toutefois relâché après douze jours de détention avant d'être définitivement mis hors de cause.
Les enquêteurs apprennent ensuite que le soir du 22 juillet, Josef avait reçu à son domicile la visite de sympathisants du GIA, un mouvement islamiste algérien. Josef étant lui-même connu pour son opposition au GIA, les policiers pensent à un possible assassinat politique. Plusieurs autres personnes sont entendues, mais sans apporter d'éclairage significatif, et les enquêteurs comprennent qu'ils font fausse route.

## Arrestations

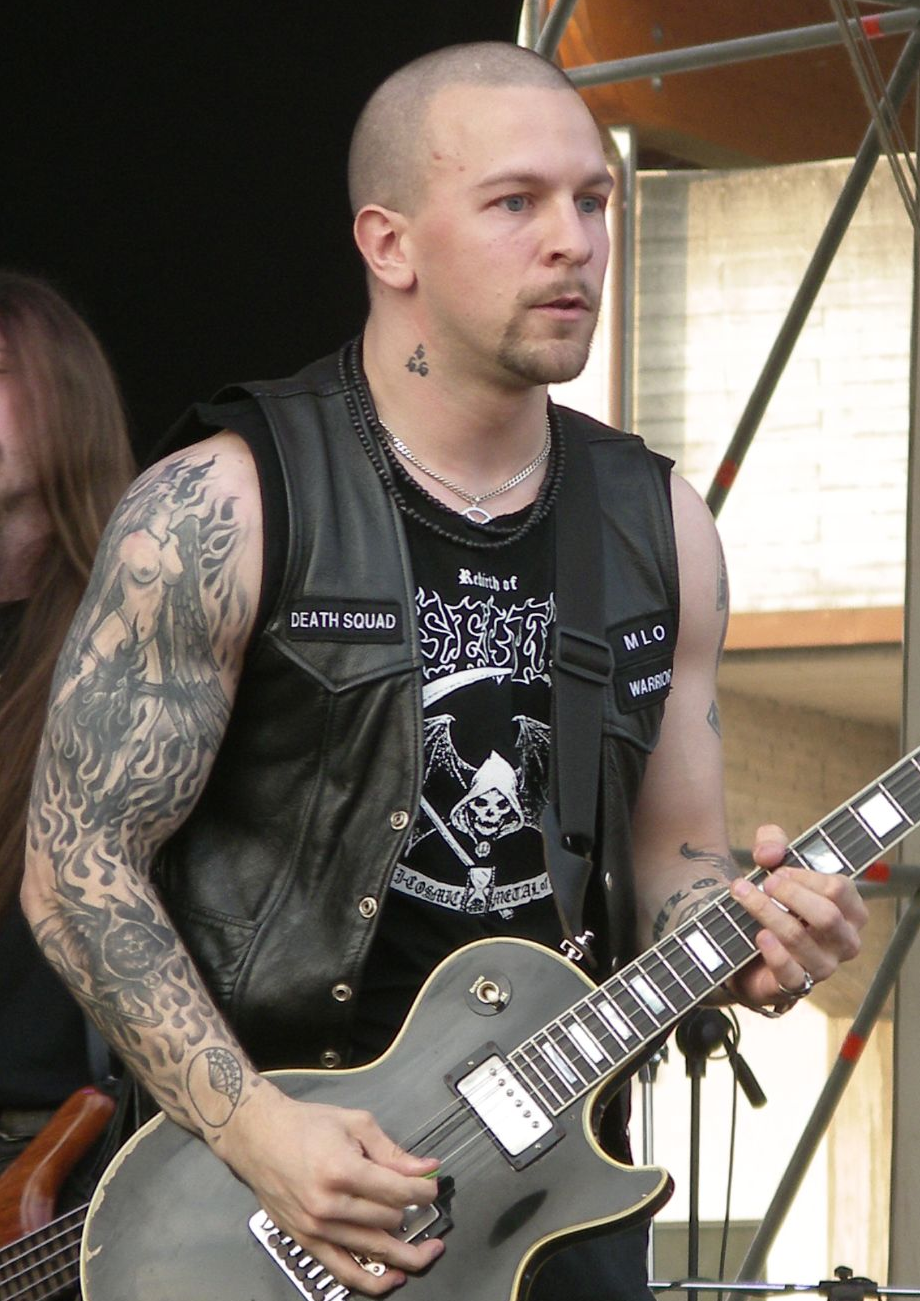
Jon Nödtveidt en 2005.

Le 15 décembre 1997, une jeune femme de 23 ans se présente dans un commissariat de Stockholm pour déposer une plainte contre son petit ami Vlad, qu'elle accuse de l'avoir frappée et menacée de mort. Dans sa déposition, la jeune femme affirme également que Vlad lui a un jour avoué être, avec son ami Jon, l'auteur du meurtre de Keillers park.
Le récit que Vlad aurait fait à la jeune femme est le suivant : lui et Jon ont fait dans une rue de Göteborg la rencontre fortuite de Josef, à qui ils ont proposé de les suivre jusqu'à Keillers park. Là, ils ont tout d'abord tenté de le paralyser sans succès à l'aide d'un pistolet à impulsion électrique (« Taser »). Josef a alors voulu prendre la fuite, mais Vlad lui a tiré dans le dos une balle de pistolet. Alors qu'il gisait au sol, Vlad a donné l'arme à Jon, qui l'a achevé d'une balle en pleine tête.
La jeune femme affirme également savoir ce qu'il est advenu de l'arme du crime. Mis au courant, les policiers de Göteborg constatent que le récit de la jeune femme correspond aux constations faites sur les lieux du crime. Le jour même, Vlad est interpelé à son domicile de Stockholm. On retrouve sur lui un pistolet de calibre 9 mm chargé. Jon est quant à lui arrêté à Göteborg le matin du 18 décembre.

## Aveux
Les deux suspects commencent par nier toute implication dans la mort de Josef, mais après s'être vu signifier sa mise en examen, Jon décide finalement de passer aux aveux. Son récit commence dans la nuit du 21 au 22 juillet 1997, qu'il passe à boire dans différents bars et clubs de Göteborg en compagnie de Vlad et de deux autres amis. Au petit matin, les deux autres amis rentrent chez eux, tandis que Jon et Vlad commencent à déambuler dans les rues du centre-ville. En bordure d'un parc connu pour être un lieu de rencontres homosexuelles, ils sont abordés par un inconnu, qui au vu de leur accoutrement, leur demande s'ils sont satanistes, et déclare vouloir en savoir plus sur ce culte. Dans un premier temps, Jon et Vlad tentent de repousser l'inconnu, mais celui-ci insiste. C'est ainsi qu'ils font la connaissance de Josef.
Les deux amis invitent finalement Josef à les suivre jusqu'au domicile de Jon. Chemin faisant, Josef affiche clairement son homosexualité par son comportement et ses propos, ce qui provoque chez Jon et Vlad une réaction de colère et de dégoût. Une fois arrivé au domicile de Jon, Josef semble prendre peur et refuse d'entrer. Jon et Vlad proposent alors de poursuivre leur discussion sur le satanisme à Keillers park. Les trois hommes se remettent en route mais, avant de partir, Jon pénètre dans son appartement, et s'empare du pistolet et du Taser. Arrivé à Keillers park, Vlad emprunte le Taser et essaye sans succès d'immobiliser Josef. Il se saisit alors du pistolet. Josef tente de s'échapper, mais sa fuite est interrompue lorsque Vlad lui tire une première balle dans le dos, avant de l'achever d'une balle dans la tête.
Confronté à ses contradictions, Vlad finit lui aussi par avouer. Il offre une version très proche de celle de Jon, avec toutefois une différence significative : selon lui, c'est Jon qui est l'auteur des deux coups de feu.

## Contexte
L'enquête plonge les policiers de Göteborg dans le milieu du black metal et du satanisme.

### Black metal
Jon est le leader d'un groupe de musique, Dissection, qui connait un certain succès sur la scène black metal, un sous-genre du metal caractérisé surtout par l'occultisme et la violence crue de ses textes. 
Au milieu des années 1990, l'histoire du black metal est déjà parsemée de morts violentes. 
En 1991, le chanteur suédois du groupe norvégien Mayhem, Pelle Ohlin, se donne la mort d'un coup de fusil dans la tête. Son corps est retrouvé par le leader du groupe, Øystein Aarseth, qui plutôt que d'appeler immédiatement les secours, commence par prendre des photos du cadavre. Aarseth ramasse aussi des morceaux de crâne pour en faire un collier.
L'année suivante, Bård Guldvik "Faust" Eithun, batteur du groupe Emperor et collaborateur d'Aarseth poignarde un homosexuel dans une rue de Lillehammer. Il affirme avoir agi par homophobie. En 1993, Aarseth est lui-même tué à l'arme blanche par le musicien norvégien Varg Vikernes, connu pour son projet solo Burzum. Pour ce meurtre, dont le mobile serait un conflit d'égo et des différends financiers, et pour l'incendie de trois églises, Vikernes est condamné en 1994 à une peine de 21 ans d'emprisonnement. 

### Satanisme

Un pentagramme, symbole sataniste.

Lors des arrestations des 15 et 18 décembre 1997, les policiers découvrent aux domiciles des deux suspects des autels satanistes. Chez Vlad, ils mettent aussi au jour un crâne humain, ce qui lui vaudra une inculpation pour recel de cadavre. Jon et Vlad appartiennent à une organisation sataniste appelée Misanthropic Luciferian Order (« Ordre Misanthrope de Lucifer», MLO), dont Vlad est l'un des fondateurs et qui, selon la police, n'a jamais compté plus d'une poignée d'adeptes.
Dans le cadre de l'enquête, les policiers entendent d'anciens membres du MLO, qui décrivent les pratiques de l'organisation et les cérémonies occultes auxquelles ils ont assisté. Les rituels incluaient méditations, invocations aux démons et sacrifices d'animaux – des chats, acquis par le biais de petites annonces. Dans les semaines qui précèdent le meurtre de Josef ben Meddour, Vlad se serait montré de plus en plus extrémiste dans ses propos, et l'idée de commettre des sacrifices humains, suivi d'un suicide collectif, est longuement discutée. Au cours d'une réunion au domicile de Jon, une liste des possibles victimes des sacrifices est établie. Y figurent notamment un ancien adepte ayant fait défection, les musiciens du groupe Dissection, et même la petite amie de Jon.
Ces projets funestes ont pour effet de faire fuir quelques-uns des adeptes du MLO, qui ne souhaitent pas être mêlés à des assassinats, ou qui craignent pour leur propre vie. De ce fait, l'organisation ne compte plus au moment des arrestations que trois membres actifs : Jon, Vlad et sa petite amie.

## Procès
Le procès ne permet pas d'établir clairement le mobile du meurtre. S'agit-il d'un crime sataniste, d'un des sacrifices humains que les membres du MLO avaient appelés de leurs vœux lors de leurs cérémonies occultes ? Ou bien est-il question d'un crime homophobe, motivé par la répulsion des deux meurtriers devant l´homosexualité de Josef ? Selon le directeur d'enquête Lars Ohlin, s'il ne fait aucun doute qu'il existe un contexte sataniste derrière les agissements de Jon et Vlad, l'homophobie est elle aussi caractérisée, et le meurtre de Keillers park a été classifié comme crime haineux par la police suédoise.
Le 6 juillet 1998, Jon est condamné par le tribunal de Göteborg à huit ans de prison pour complicité d'assassinat et effraction à la législation sur les armes. Vlad est condamné à dix ans d'emprisonnement pour assassinat, violence envers sa petite amie, effraction à la législation sur les armes et recel de cadavre. Les deux condamnés et le ministère public décident de faire appel.
La cour d'appel de Suède-Occidentale rend son verdict le 25 septembre 1998. Jon est cette fois condamné à dix ans de prison, tout comme Vlad dont la peine est confirmée.

## Épilogue
Après sept années d'emprisonnement, Jon et Vlad retrouvent la liberté en 2004.  Jon se donne la mort en 2006. Son corps est retrouvé dans son appartement, au milieu d'un cercle de bougies, un grimoire à ses côtés. 
Le corps de Josef ben Meddour a été rapatrié en Algérie. Il repose dans un cimetière d'Alger.